# Feromagnetický supravodič
Feromagnetické supravodiče jsou materiály, které vykazují vnitřní koexistenci feromagnetismu a supravodivosti. Patří mezi ně UGe2, URhGe, a UCoGe. Důkazy feromagnetické supravodivosti byla také hlášena u ZrZn2 v roce 2001, ale pozdější zprávy tyto výsledky zpochybnily. Tyto materiály vykazují supravodivost v blízkosti magnetického kvantového kritického bodu.
Povaha supravodivého stavu ve feromagnetických supravodičích je v současné době předmětem diskuse. Dřívější výzkumy studovaly koexistenci konvenční s-vlny supravodivosti s putovním ferromagnetismem. Nicméně, scénář párování spinového-tripletu brzy získal navrch. Model pro koexistenci párování spinového tripletu a feromagnetismu byl vyvinut v roce 2005.
Tyto modely uvažují rovnoměrnou koexistenci feromagnetismu a supravodivosti, tj. stejných elektronů, které jsou feromagnetické a supravodivé současně. Dalším scénářem, kdy existuje souhra mezi magnetickým a supravodivým uspořádáním ve stejném materiálu, jsou supravodiče se spirálovým nebo spirálovým magnetickým uspořádáním. Mezi takové patří ErRh4B4 a HoMo6S8. V těchto případech se supravodivé a magnetické parametry uspořádání navzájem propojují v prostorově modulovaném vzoru, který umožňuje jejich vzájemnou koexistenci, i když již není jednotný. Dokonce párování spinového singletu může koexistovat s ferromagnetismem tímto způsobem.

## Teorie
V konvenčních supravodičích tvoří elektrony Cooperovy páry mající opačný spin, které tvoří páry tzv. spinových singletů. Nicméně, jiné typy párování jsou také povolené Pauliho principem. V přítomnosti magnetického pole mají spiny tendenci otáčet se za polem, což znamená, že magnetické pole je škodlivé pro existenci Cooperových párů spinových singletů. Životaschopný Hamiltonián v oblasti středního pole pro modelování cestujícího feromagnetismu, který koexistuje s nerovnoměrným stavem spinového tripletu, může být po diagonalizaci napsán jako:
{\displaystyle H=H_{0}+\sum _{\mathbf {k} \sigma }E_{\mathbf {k} \sigma }\gamma _{\mathbf {k} \sigma }^{\dagger }\gamma _{\mathbf {k} \sigma }},
{\displaystyle H_{0}={\frac {1}{2}}\sum _{\mathbf {k} \sigma }(\xi _{\mathbf {k} \sigma }-E_{\mathbf {k} \sigma }-\Delta _{\mathbf {k} \sigma }^{\dagger }b_{\mathbf {k} \sigma })+INM^{2}/2},
{\displaystyle E_{\mathbf {k} \sigma }={\sqrt {\xi _{\mathbf {k} \sigma }^{2}+|\Delta _{\mathbf {k} \sigma }|^{2}}}}.